# گورستان قاضی کندی
قبرستان قاضی کندی مربوط به دوره ساسانیان است و در شهرستان هشترود، بخش مرکزی، روستای قاضی کندی واقع شده و این اثر در تاریخ ۱۱ مرداد ۱۳۸۴ با شمارهٔ ثبت ۱۲۴۴۲ به‌عنوان یکی از آثار ملی ایران به ثبت رسیده است.